# Rajas
En la gastronomía de México, las rajas son un chile asado y cortado en tiras (de ahí su nombre), y es ingrediente de muchos platos. Generalmente se trata de un chile poblano, aunque también se usan chile jalapeño, chile serrano, chile de agua, chile chilaca... etc. que también son chiles verdes frescos pero más pequeños que el poblano.

## Preparación

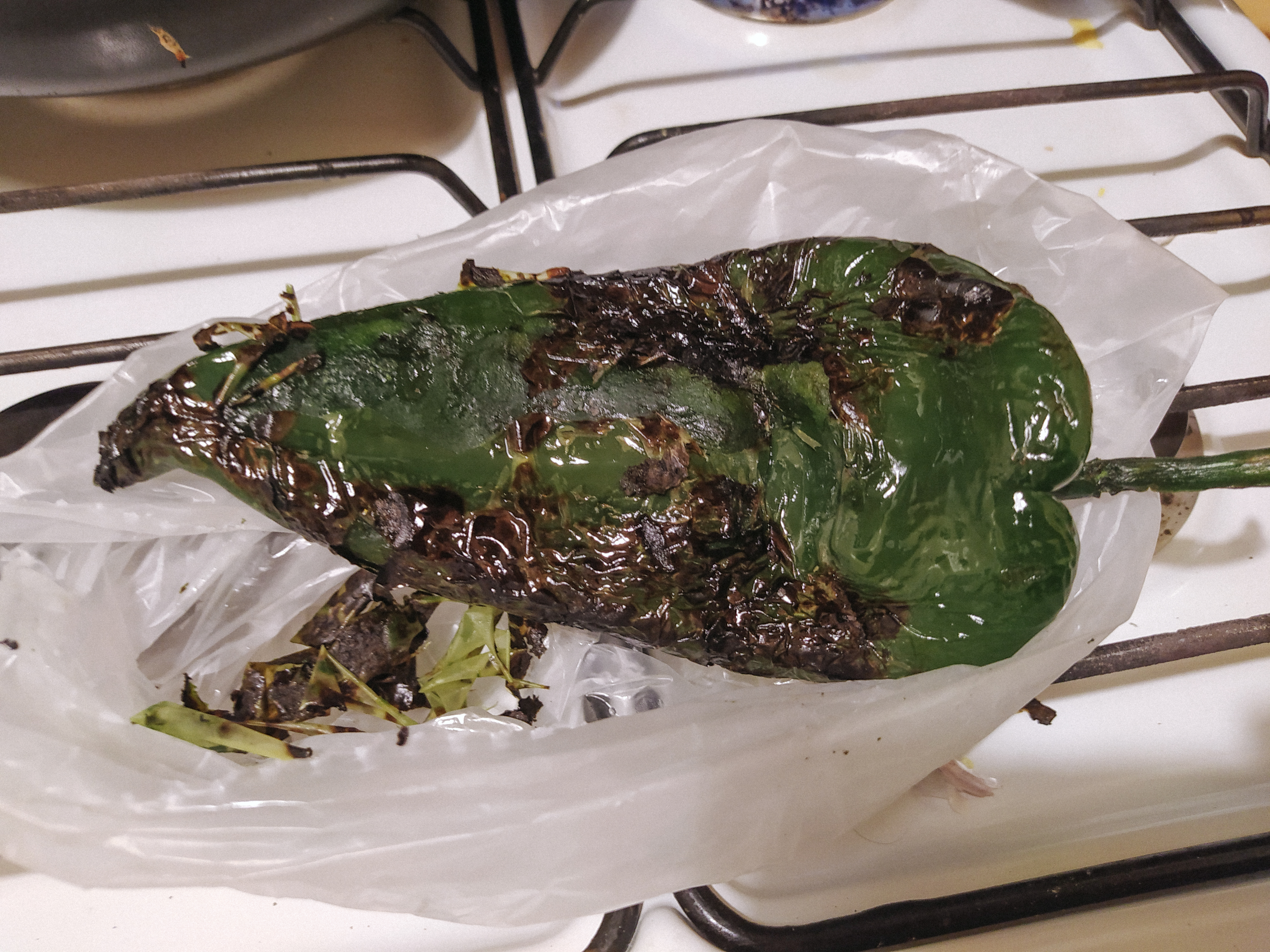
Chile sudando en la bolsa.

La intención es retirar la piel del chile, es decir la película o «telilla» impermeable y brillante que poseen todos los pimientos Capsicum. Para ello, se deben asar los chiles en un comal, horno o directamente al fuego. Esta acción se llama «tatemar», del náhuatl tlatemati. 
Quitarles la piel es importante ya que no se digiere bien, además de que ingerir alimentos quemados (ennegrecidos) puede resultar dañino para la salud. Consiste en ir quemando ligeramente la piel del chile mientras se va volteando con unas pinzas de parrilla. La piel se irá «ampollando», es decir, se irá separando; se recomienda que para ampollar la piel más rápidamente se unte previamente todo el fruto con unas gotas de aceite. El chile quedará asado por todos lados.
Inmediatamente, se mete en una bolsa de plástico para que «suden», es decir, suelten vapor. De esta manera será más sencillo retirarles la piel. Sin embargo, no se deben dejar sudando por no más de 7 minutos, ya que se siguen cocinado, y puede romperse el chile. Al quitarles la piel, evitar pellizcarlos, para no romperlos. Un truco es quitarles la piel aun calientes, pues será mucho más fácil que ya una vez fríos.
Hasta este punto, comparte la misma receta que los chiles rellenos. En este caso, se corta en rajas, se retiran las semillas, las venas y el rabillo o pedúnculo.

## Platillos
Las rajas se suelen usar como ingrediente para algún plato. Algunos platos que incluyen rajas:
- Rajas con crema
- Quesos con rajas en salsa
- Caldo de papas con raja
- Tamales de rajas
- Rajas a la mexicana